# غجر الجزائر
غجر الجزائر، هو مصطلح تاريخيًا يطلق على الأقلية الغجرية يشمل النوار والدوم أو شعب الروما في الجزائر الذين هاجروا مع الإسبان الآخرين في أواخر القرن التاسع عشر، خلال فترة الاستعمار الفرنسي.
غادر معظم هؤلاء إلى فرنسا بعد استقلال الجزائر عام 1962 مما أدى إلى وجود مجتمع كبير في جنوب فرنسا. 
سكنوا  في معسكرات على المرتفعات فوق الجزائر العاصمة، حيث كان سكانه الكاثوليك يبيعون الدانتيل ويصلحون الكراسي.
الغجر بشكل عام يأتون في نهاية الأصل من جنوب آسيا، وخاصة من شمال الهند، بعد أن وصلوا إلى منطقة البحر الأبيض المتوسط في العصر البيزنطي. لغتهم التاريخية هي لغة الروما.